# Gene Ammons
Pour les articles homonymes, voir Ammons et Jug.
Eugene Gene Ammons, surnommé Jug, est un saxophoniste ténor américain, né à Chicago (Illinois) le 14 avril 1925, mort à Chicago le 6 août 1974. Il est le fils du pianiste Albert Ammons.

## Biographie
Il débute en 1943 chez King Kolax, puis accompagne Billy Eckstine de 1944 à 1947, où il fréquente les futurs boppers éminents : Charlie Parker, Dizzy Gillespie, Art Blakey, Sonny Stitt, Fats Navarro, Dexter Gordon, puis appartient au nouvel « herd » de Woody Herman (1948- 1949) où il remplace Stan Getz.
En 1947, débute une longue série d'enregistrements comme leader de 1950 à 1952 et en 1961-62, en association avec Sonny Stitt.
Le succès de ce jazz populaire et musclé est immédiat et même les arrestations et incarcérations pour usage de stupéfiants (1958-60, 1962-1969) n'y mettent pas fin. Essentiellement basé à Chicago, où il joue fréquemment dans les night-clubs, il se déplace parfois à New York pour enregistrer, et, plus rarement encore, en Californie.
Outre sa discographie personnelle, il enregistre dans de multiples contextes : avec son père Albert Ammons, avec Howard McGhee, Art Farmer, Bennie Green, Jackie McLean, John Coltrane, Dexter Gordon, Leo Parker, Count Basie, Dodo Marmarosa, Charles Mingus, ainsi qu'avec les organistes Richard Groove Holmes, Jack McDuff, Johnny Hammond Smith, Clarence Anderson, Eddie Buster, Donald Paterson.
Quelques jours avant son décès des suites d'un cancer, il enregistre encore.

## Son style
Il invente avec Dexter Gordon la pratique des « chases » (duels vigoureux, voire endiablés entre deux saxophones ténors), qu'il poursuit brièvement avec Tom Archia et surtout Sonny Stitt. Il s'essaie aussi au chant, au saxophone baryton, mais de façon marginale.
Disciple de Coleman Hawkins au début, par la sonorité volumineuse et agressive, empreinte de chaleur dans les ballades, d'une agressivité inspirée par le rhythm-and-blues et, peut-être par le boogie-woogie paternel, dans les improvisations plus rapides, en une sorte d'hyperbole musicale, son phrasé évolue, et emprunte à Lester Young le discours mobile sur un rythme libre, en une sorte d'antithèse (ou d'oxymore) musicale, eau et feu à la fois. Ses solos s'organisent fréquemment en une sorte de crescendo dramatique, sans atteindre toutefois l'outrance des « saxophone-hurleurs », mais ce procédé devient parfois un peu répétitif.
En juin 1960 il enregistre deux albums considérés comme des références : Boss Tenor et Angel Eyes.  Enregistrés au Van Gelder Studio lors de la même session,  la réverbe et la sensation acoustique du lieu y sont remarquables.

## Discographie

### En tant que leader
- All-star sessions (1950) (Original Jazz Classics)
- Gene Ammons favorites, vol. 2 (1951) (Prestige)
- Didn't we (1951) (Prestige)
- Gene Ammons favorites, vol. 3 (1951) (Prestige)
- Golden saxophone (1952) (Savoy)
- Sock! (1954) (Prestige)
- With or without (1954) (EmArcy)
- Hi fidelity jam session (1956) (Prestige)
- The Happy Blues (1956) (Prestige/OJC)
- Jammin' with Gene (1956) (Prestige/OJC)
- Funky (1957) (Original Jazz Classics)
- Jammin' in hi fi with Gene Ammons (1957) (Prestige/OJC)
- The twister (1957) (Prestige)
- Big sound (1958) (Original Jazz Classics)
- Gene Ammons All Stars (1958) (Prestige)
- Groove blues (1958) (Prestige/OJC)
- Blue Gene (1958) (Prestige)
- Boss Tenor (1960) (Prestige/OJC)
- Velvet soul (1960) (Prestige)
- Angel eyes (1960) (Prestige)
- Nice 'n cool (1961) (Moodsville)
- Jug (1961) (Original Jazz Classics)
- Late hour special (1961) (Original Jazz Classics)
- Soul summit, vol. 2 (1961) (Prestige)
- Soul summit (1961) (Prestige)
- Groovin' with Jug (1961) (Pacific Jazz)
- Dig him (1961) (Argo)
- 'We'll be together again (1961) (Prestige/OJC)
- Boss tenors: straight ahead from Chicago 1961 (1961) (Verve)
- Live! In Chicago (1961) (Prestige)(Original Jazz Classics)
- Prime cuts (1961) (Verve)
- Boss soul (1961) (Prestige)
- Up tight! (1961) (Prestige)
- Twistin' the jug (1961) (Prestige)
- Juggin' around (1961) (Chameleon)
- Soul summit, vol. 1 (1962) (Prestige)
- Boss tenors in orbit (1962) (Verve)
- Blue groove (1962) (Prestige)
- Preachin' (1962) (Prestige/OJC)
- Jug & Dodo (1962) (Prestige)
- Bad! Bossa nova (1962) (Original Jazz Classics)
- Jungle soul (1962) (Prestige)
- Brother Jug(1969) (Prestige)
- The boss is back (1969) (Prestige)
- Night lights (1970) (Prestige)
- The chase! [live] (1970) (Prestige)
- Black cat (1970) (Prestige)
- Something (1970) (Prestige)
- My way (1970) (Prestige)
- You talk that talk (1971) (Prestige)
- Chicago concert [live] (1971) (Prestige)
- Free again (1972) (Prestige)
- Big bad Jug (1972) (Prestige)
- Got my own (1972) (Prestige)
- Gene Ammons and friends at Montreux [live] (1973) (Prestige)
- Brasswind (1973) (Prestige)
- Together again for the last time (1973) (Prestige)
- Goodbye (1974) (Original Jazz Classics)
- God bless Jug and Sonny (2001) (Prestige)
- Tenor eleven (2002) (Past Perfect)
- Fine and mellow (2003) (Prestige)

### En tant que sideman
Avec Charles Mingus
- Charles Mingus and Friends in Concert (Columbia, 1972)

Avec Sonny Stitt
- Kaleidoscope (Prestige, 1950 [1957])
- Stitt's Bits (Prestige, 1950 [1958])